# سزار باید بمیرد
سزار باید بمیرد (با نام انگلیسی: Caesar Must Die) فیلمی ایتالیایی محصول سال ۲۰۱۲، ساختهٔ برادران تاویانی، (پائولو و ویتوریو)، فیلمسازان باتجربهٔ ایتالیایی است. این فیلم ۷۶ دقیقه‌ای، در بخش مسابقهٔ شصت و دومین دورهٔ جشنوارهٔ فیلم برلین به نمایش درآمد و توانست، خرس طلایی بهترین فیلم جشنواره را از آن خود کند.

## داستان فیلم
فیلم، روایتگر داستانی متفاوت و نو است. تاویانی‌ها در یک نیمه مستند، تعدادی زندانی که اکثر آنها بدلیل قاچاق یا عضویت در مافیا، قتل به حبسهای طولانی مدتی گرفتار شده‌اند. این زندانیان علی‌رغم محافظت زیاد، فرصتی یافته‌اند که تئاتری را بر روی صحنه ببرند و برای تماشاگران خارج از زندان به بازی بپردازند. این نمایش، جولیوس سزار نوشتهٔ شکسپیر است. زندانیان نمایش را اجرا می‌کنند و دوباره تحت مراقبت ویژه به سلولهای خود باز می‌گردند. فیلم از اینجا فلش بکی به گذشته و تمرینات آنها دارد...

## فیلم و جشنواره‌ها
| جشنواره                                        | جایزه                                                                 |
| ---------------------------------------------- | --------------------------------------------------------------------- |
| جشنوارهٔ بین‌المللی فیلم برلین آلمان در سال ۲۰۱۲ | برندهٔ خرس طلای بهترین فیلم                                            |
| جشنوارهٔ فیلم اروپا در سال ۲۰۱۲                 | نامزد بهترین کارگردانی - بهترین فیلم و بهترین تدوین و جایزهٔ تماشاگران |
| جشنوارهٔ دیوید دی دوناتلوی ایتالیا در سال ۲۰۱۲  | برندهٔ جایزهٔ بهترین فیلم - بهترین کارگردانی و بهترین تدوین             |